# Vasstjärnen (Norrbärke socken, Dalarna)
Vasstjärnen är en sjö i Smedjebackens kommun i Dalarna och ingår i Norrströms huvudavrinningsområde.